# Zapasy na Letnich Igrzyskach Olimpijskich 1968 – kategoria do 78 kg w stylu wolnym
Zmagania mężczyzn do 78 kg to jedna z ośmiu męskich konkurencji w zapasach w stylu wolnym rozgrywanych podczas Letnich Igrzysk Olimpijskich 1968. Pojedynki w tej kategorii wagowej odbyły się w dniach 17 – 20 października.
Punktacja opierała się na systemie "złych punktów karnych". Zwycięzca otrzymywał zero punktów za wygraną przez "tusz" (łopatki) lub dyskwalifikację; pół punktu za przewagę techniczną, a jeden za zwycięstwo na punkty. Dwa punkty przyznawano za remis, a dwa i pół za remis i pasywność. Za porażkę na punkty zawodnik otrzymywał trzy punkty. Przegrana przez przewagę techniczną skutkowała 3,5 punktami karnymi, a za łopatki lub dyskwalifikację przyznawano 4 punkty karne. Uzyskanie sześciu lub więcej punktów eliminowało zapaśnika z turnieju. Najlepsza trójka walczyła w rundzie finałowej. 

## Klasyfikacja[1]
| Pozycja | Nazwisko            | Kraj              |
| ------- | ------------------- | ----------------- |
| 1       | Mahmut Atalay       | Turcja            |
| 2       | Daniel Robin        | Francja           |
| 3       | Tömörijn Artag      | Mongolia          |
| 4       | Ali Mohammad Momeni | Iran              |
| 5       | Tatsuo Sasaki       | Japonia           |
| 6       | Jurij Szachmuradow  | ZSRR              |
| 7       | Angeł Sotirow       | Bułgaria          |
| 7       | Steve Combs         | Stany Zjednoczone |
| 9       | Martin Heinze       | NRD               |
| 10      | Károly Bajkó        | Węgry             |
| 10      | Seo Yong-seok       | Korea Południowa  |
| 12      | Brian Heffel        | Kanada            |
| 13      | Jimmy Martinetti    | Szwajcaria        |
| 14      | Osvaldo Ferrari     | Włochy            |
| 15      | Tony Shacklady      | Wielka Brytania   |
| 15      | Carlos Romero       | Meksyk            |
| 17      | Kayum Ayub          | Afganistan        |
| 18      | Wesley O’Brien      | Australia         |
| 18      | Mukhtiar Singh      | Indie             |

## Wyniki

### Pierwsza runda[2]
| Zwycięzca           | Punkty karne | Wynik     | Przegrany        | Punkty karne |
| ------------------- | ------------ | --------- | ---------------- | ------------ |
| Jurij Szachmuradow  | 0            | Łopatki   | Mukhtiar Singh   | 4            |
| Brian Heffel        | 0            | Łopatki   | Wesley O’Brien   | 4            |
| Angeł Sotirow       | 1            | Na punkty | Tömörijn Artag   | 3            |
| Károly Bajkó        | 1            | Na punkty | Tony Shacklady   | 3            |
| Ali Mohammad Momeni | 0            | Przewaga  | Kayum Ayub       | 3,5          |
| Martin Heinze       | 1            | Na punkty | Carlos Romero    | 3            |
| Seo Yong-seok       | 1            | Na punkty | Osvaldo Ferrari  | 3            |
| Mahmut Atalay       | 1            | Na punkty | Steve Combs      | 3            |
| Daniel Robin        | 1            | Na punkty | Jimmy Martinetti | 3            |
| Tatsuo Sasaki       | 0            | Bez walki |                  |              |

### Druga runda[3]
| Zwycięzca           | Punkty karne | Wynik           | Przegrany        | Punkty karne |
| ------------------- | ------------ | --------------- | ---------------- | ------------ |
| Tatsuo Sasaki       | 0            | Łopatki         | Mukhtiar Singh   | 8            |
| Jurij Szachmuradow  | 0,5          | Przewaga        | Brian Heffel     | 3,5          |
| Angeł Sotirow       | 1            | Łopatki         | Wesley O’Brien   | 8            |
| Tömörijn Artag      | 3            | Łopatki         | Tony Shacklady   | 7            |
| Ali Mohammad Momeni | 1,5          | Na punkty       | Károly Bajkó     | 4            |
| Martin Heinze       | 1            | Dyskwalifikacja | Kayum Ayub       | 7,5          |
| Seo Yong-seok       | 1            | Łopatki         | Carlos Romero    | 7            |
| Mahmut Atalay       | 1,5          | Przewaga        | Osvaldo Ferrari  | 6,5          |
| Steve Combs         | 4            | Na punkty       | Jimmy Martinetti | 6            |
| Daniel Robin        | 1            | Bez walki       |                  |              |

### Trzecia runda[4]
| Zwycięzca          | Punkty karne | Wynik     | Przegrany           | Punkty karne |
| ------------------ | ------------ | --------- | ------------------- | ------------ |
| Tatsuo Sasaki      | 1            | Na punkty | Daniel Robin        | 4            |
| Jurij Szachmuradow | 1,5          | Na punkty | Angeł Sotirow       | 4            |
| Tömörijn Artag     | 3            | Łopatki   | Brian Heffel        | 7,5          |
| Károly Bajkó       | 5            | Na punkty | Martin Heinze       | 4            |
| Mahmut Atalay      | 2,5          | Na punkty | Ali Mohammad Momeni | 4,5          |
| Steve Combs        | 5            | Na punkty | Seo Yong-seok       | 4            |

### Czwarta runda[5]
| Zwycięzca           | Punkty karne | Wynik           | Przegrany          | Punkty karne |
| ------------------- | ------------ | --------------- | ------------------ | ------------ |
| Daniel Robin        | 4            | Dyskwalifikacja | Jurij Szachmuradow | 5,5          |
| Angeł Sotirow       | 5            | Na punkty       | Tatsuo Sasaki      | 4            |
| Tömörijn Artag      | 4            | Na punkty       | Károly Bajkó       | 8            |
| Ali Mohammad Momeni | 5,5          | Na punkty       | Martin Heinze      | 7            |
| Mahmut Atalay       | 2,5          | Łopatki         | Seo Yong-seok      | 8            |
| Steve Combs         | 5            | Bez walki       |                    |              |

### Piąta runda[6]
| Zwycięzca           | Punkty karne | Wynik     | Przegrany          | Punkty karne |
| ------------------- | ------------ | --------- | ------------------ | ------------ |
| Daniel Robin        | 5            | Na punkty | Steve Combs        | 8            |
| Tatsuo Sasaki       | 6,5          | Remis     | Jurij Szachmuradow | 8            |
| Ali Mohammad Momeni | 6,5          | Na punkty | Angeł Sotirow      | 8            |
| Mahmut Atalay       | 4,5          | Remis     | Tömörijn Artag     | 6            |

### Runda finałowa[7]
| Zwycięzca     | Punkty karne | Wynik     | Przegrany    | Punkty karne |
| ------------- | ------------ | --------- | ------------ | ------------ |
| Mahmut Atalay | 5,5          | Na punkty | Daniel Robin | 8            |